# Ivan Hrovat (partizan)
Ivan Hrovat (partizansko ime Žan), slovenski narodni heroj, * 9. junij 1915, Cleveland, ZDA, † 7. julij 1970, Ljubljana.

## Življenjepis
Ivan Hrovat se je rodil slovenskim staršem v Clevelandu. Leta 1921 se je s starši vrnil v Slovenijo. Pred vojno je delal kot kmečki delavec in v gozdovih kot drvar. Po okupaciji se je pridružil NOB. Jeseni 1941 je postal komandir čete narodne zaščite. Aprila 1942 je bil sprejet v KPS. V NOV je bil nato še komandir čete v Zapadnodolenjskem odredu in Tomšičevi brigadi ter zaščitni enoti Glavnega štaba POS. Po osvoboditvi je bil nekaj časa sodelavec OZNE, nato pa direktor gozdnega gospodarstva v Tržiču in direktor uprave gojitvenih lovišč v Sloveniji.

## Odlikovanja
Ivan Hrovat je nosilec:
- Reda narodnega heroja in
- Partizanske spomenice 1941